# Айга (посёлок)
А́йга — посёлок в Тарногском районе Вологодской области.
Входит в состав Илезского сельского поселения, с точки зрения административно-территориального деления — в Илезский сельсовет.
Основан в 1953 г. на берегу реки Кокшеньги как лесопункт. В 1975 г. в посёлок протянули ветку Лойгинской узкоколейной железной дороги (ветка 19), перекинув деревянный мост через Кокшеньгу. В 2008 г. мост сгорел, и линия начиналась в 4-х км от посёлка. Нынешнее состояние неизвестно.
Расстояние по автодороге до районного центра Тарногского Городка — 32 км, до центра муниципального образования Илезского Погоста — 3 км. Ближайшие населённые пункты — Илезский Погост, Елифановская, Ивановская.
По переписи 2002 года население — 304 человека (147 мужчин, 157 женщин). Преобладающая национальность — русские (98 %).